# 沙文镇
沙文镇，是中华人民共和国贵州省貴陽市白云区下辖的一个乡镇级行政单位。

## 行政区划
沙文镇下辖以下地区：
沙文社区、沙文村、蒙台村、范家院村、对门山村、扁山村、班竹村、金甲村、马墓村、新寨村、王家院村、凉水村、吊堡村、四方坡村、干田村、苏庄村和靛山村。